# Liste politischer Parteien in Tunesien
Dies ist eine Liste der politischen Parteien Tunesiens:

## Derzeitige Parteien
| Logo | Partei                                                        | Ausrichtung                 | Vorsitzender          |
| ---- | ------------------------------------------------------------- | --------------------------- | --------------------- |
|      | Nidaa Tounes („Ruf Tunesiens“)                                | säkular                     | Mohamed Ennaceur      |
|      | Ennahda („Wiedergeburt“)                                      | islamisch                   | Raschid al-Ghannuschi |
|      | Qalb Tounes („Herz von Tunesien“)                             | populistisch                | Nabil Karoui          |
|      | At-tayār dimukrāti („Demokratische Strömung“)                 |                             |                       |
|      | Aïtilaf al-Karama („Koalition der Würde“)                     | islamistisch-extremistisch  |                       |
|      | Parti destourien libre („Freie Destour-Partei“)               | konservativ-laizistisch     | Abir Moussi           |
|      | Freie Patriotische Union                                      | säkular, wirtschaftsliberal | Slim Riahi            |
|      | Arbeiterpartei (PT)                                           | kommunistisch               | Hamma Hammami         |
|      | Bewegung Demokratischer Patrioten (MouPaD)                    | marxistisch, panarabisch    | Zied Lakhdhar         |
|      | Afek Tounes („Horizonte Tunesiens“)                           | säkular, liberal            | Yassine Brahim        |
|      | Kongress für die Republik (CPR)                               | linksliberal, säkular       | Imed Daimi            |
|      | Nationale Konstitutionelle Initiative (IND)                   | Mitte                       | Kamel Morjane         |
|      | Ettakatol (Demokratische Forum für Arbeit und Freiheit; FDTL) | sozialdemokratisch          |                       |
|      | Republikanische Partei                                        | säkular, liberal            |                       |
|      | Tunesische Piratenpartei                                      | sozialliberal               |                       |
|      | Maghrebinische Liberale Partei                                | liberal                     | Mohamed Bouebdelli    |
|      | Heimatlandpartei                                              | Mitte                       |                       |

## Historische Parteien
Zum Zeitpunkt des Sturzes des autoritären Staatschefs Zine el-Abidine Ben Ali im Januar 2011 waren folgende Parteien in der Abgeordnetenkammer Tunesiens vertreten:
- Konstitutionelle Demokratische Sammlung (RCD) – Einheitspartei von Ben Ali, im März 2011 aufgelöst
- Bewegung Sozialistischer Demokraten (MDS) – Sozialdemokraten
- Partei der Volkseinheit (PUP) – panarabische Sozialisten
- Unionistische Demokratische Union (UDU) – panarabische Nationalisten
- Ettajdid-Bewegung – Postkommunisten, im April 2012 aufgegangen im Sozial-Demokratischen Weg.
- Sozialliberale Partei (PSL) – Liberale
- Partei der Grünen für Fortschritt (PVP) – Ökologisten

Aufgrund Wahlboykotts nicht im Parlament vertreten, aber legal war die Progressive Demokratische Partei. Sie ging im April 2012 in der Republikanischen Partei auf.